# 長崎市立琴海中学校
長崎市立琴海中学校（ながさきしりつ きんかいちゅうがっこう、Nagasaki City Kinkai Junior High School）は、長崎県長崎市琴海戸根町にある公立中学校。略称「琴海中」（きんかいちゅう）や「琴中」（きんちゅう）。

## 概要
歴史
1964年（昭和39年）に当時の琴海村にあった2校の村立中学校（村松中学校・長浦中学校）が統合されて開校した。2014年（平成26年）に創立（統合）50周年を迎えた。
校訓
「自主・敬愛・健康」
校区
長崎市立村松小学校・長崎市立長浦小学校・長崎市立形上小学校校区

## 沿革
前史
旧・村松中学校（むらまつ）
- 1947年（昭和22年）
  - 4月1日 - 学制改革（六・三制の実施）が行われる。
    - 旧・村松村国民学校の初等科が改組され、村松村立村松小学校が発足。
    - 旧・村松村国民学校の高等科が改組され、「村松村立村松中学校」（新制中学校）が発足。当初は村松小学校に併設される。

  - 4月18日 - 開校式を挙行。
- 1948年（昭和23年）
  - 8月22日 - 村松小学校の隣接地（現・長崎市琴海南部グラウンドの敷地）に木造2階建ての校舎が完成。
  - 9月20日 - 移転を完了し、授業を開始。
- 1949年（昭和24年）4月30日 - 長崎県立大村高等学校農業部村松分校（昼間定時制課程・長崎県立長崎明誠高等学校の前身）が併設される。
- 1951年（昭和26年）4月1日 - 併設の村松分校が「長崎県立大村農業高等学校 村松分校」に改称。
- 1955年（昭和30年）4月1日 - 併設の村松分校が「長崎県立大村園芸高等学校 琴海分校 村松教室」に改称。
- 1956年（昭和31年）4月1日 - 併設の村松教室が「長崎県立西彼農業高等学校村松分校」に改称。
- 1959年（昭和34年）1月15日 - 村松村が長浦村と合併し、琴海村が発足したことにより、「琴海村立村松中学校」に改称。
- 1964年（昭和39年）3月31日 - 長浦中学校との合併により閉校。
  - ただし新設の琴海村立琴海中学校の新校舎が完成するまでの間、「琴海村立琴海中学校 村松校舎」として使用される。
- 1965年（昭和40年）
  - 4月4日 - 村松校舎離別式を挙行。
  - 4月6日 - 村松校舎の生徒が新設の琴海中学校校舎に移転を完了。村松校舎は長崎県立西彼農業高等学校村松分校に継承される[2]。

旧・長浦中学校（ながうら）
- 1947年（昭和22年）
  - 4月1日 - 学制改革（六・三制の実施）が行われる。
    - 旧・長浦村国民学校の初等科が改組され、長浦村立長浦小学校が発足。
    - 旧・長浦村国民学校の高等科と長浦高等実業青年学校の普通科が改組され、「長浦村立長浦中学校」（新制中学校）が発足。
      - 当初、長浦小学校（旧・長浦村国民学校）から北に約1km離れたところにあった旧・長浦高等実業青年学校の校舎を使用。

  - 4月18日 - 開校式を挙行。
- 1949年（昭和24年）9月15日 - 形上郷2089番地に校舎を新築し、移転を完了。翌16日に授業を開始。
- 1953年（昭和28年）4月1日 - 校舎を長浦村立形上小学校に譲り、長浦郷25番地の旧・尋常高等小学校の校地[3]に移転。
- 1959年（昭和34年）1月15日 - 長浦村が村松村と合併し、琴海村が発足したことにより、「琴海村立長浦中学校」に改称。
- 1964年（昭和39年）3月31日 - 村松中学校との合併により閉校。
  - ただし新設の琴海村立琴海中学校の新校舎が完成するまでの間、「琴海村立琴海中学校 長浦校舎」として使用される。
- 1966年（昭和41年）
  - 4月5日 - 長浦校舎離別式を挙行。
  - 4月6日 - 長浦校舎の生徒が新設の琴海中学校校舎に移転を完了。

統合・琴海中学校
- 1964年（昭和39年）4月1日 - 村松中学校と長浦中学校2校の統合により、「琴海村立琴海中学校」が発足。初代校長に高柳繁が就任。
  - 統合校舎が完成するまでの間、旧・村松中学校を村松校舎、旧・長浦中学校を長浦校舎として使用（2校舎体制をとる）。
- 1965年（昭和40年）4月6日 - 現在地に新校舎の一部が完成し、まず村松校舎の生徒の移転が完了。村松校舎を廃止。
- 1966年（昭和41年）4月6日 - すべての校舎が完成し、長浦校舎の生徒の移転が完了（全生徒の統合完了）。長浦校舎を廃止。
- 1968年（昭和43年）3月31日 - 体育館が完成。
- 1969年（昭和44年）1月1日 - 琴海村の町制施行により、「琴海町立琴海中学校」と改称。
- 1994年（平成6年）- 尾戸小学校区からのスクールボートの運行を廃止し、路線バスを利用したスクールバスの運行を開始。
- 2006年（平成18年）1月4日 - 琴海町が長崎市に編入されたことにより、「長崎市立琴海中学校」（現校名）に改称。
- 2008年（平成20年）4月1日 - 長崎市がスクールバスの用途を取り込んだ形でコミュニティバス琴海尾戸線の運行を開始。
- 2014年（平成26年）
  - 5月18日 - 第51回体育大会を開催。スローガン・「琴中革命～未来へ～」。
  - 9月28日 - 創立50周年記年式典を実施。

## 部活動
運動部
- サッカー部
- バレーボール部
- バスケットボール部
- 卓球部
- バドミントン部
- 剣道部
- 柔道部
- ソフトテニス部
- 陸上競技部

その他
- 美術部
- 水泳部

## アクセス
最寄りのバス停
- 長崎バス「自証寺前」バス停

最寄りの道路
- 国道206号

## 同名の中学校
- 諫早市立琴海中学校

## 関連事項
- 長崎県中学校一覧